# Euplexia albistrigata
Euplexia albistrigata là một loài bướm đêm trong họ Noctuidae.